# Aurelia Josefina Ibáñez del Río
Aurelia Josefina Ibáñez del Río (Albalate del Arzobispo, 21 d'abril de 1909 - Abrera, 3 de setembre de 2009) va ser una mestra aragonesa, instal·lada des de 1947 a l'escola del poble de Santa Maria de Vilalba, al terme d'Abrera, on va exercir de mestra fins a la seva jubilació.

## Biografia
Nascuda a Albalate del Arzobispo el 1909, en una família benestant. Quan tenia 14 anys va ser enviada interna a una escola de monges de Saragossa, amb una educació basada en la honradesa, la moralitat i les idees catòliques. A la mateixa ciutat va cursar magisteri i va obtenir el títol de mestra d'ensenyament primari als 19 anys. De 1928 a 1939 va exercir a diverses localitats com Lasquarri, Aguarón, València i, des de 1934 a Ainzón.
Per vincles familiars, tornava sempre els estius al poble, i l'estiu de 1936 va agafar-la a Albalat, on va haver de romandre a causa de l'esclat de la Guerra Civil, abandonant les seves pertinences a Ainzón. Quan el 1938 va tornar-hi, les autoritats franquistes van obrir-li un expedient de responsabilitats polítiques arran de la queixa del propietari del pis que llogava, que no podia tornar a llogar el pis perquè les coses d'Ibáñez estaven allà. Malgrat no tenir vinculació amb la causa republicana, els vincles del seu germà Mariano, afusellat el 1938, van fer que el 1941 el Tribunal Regional de Responsabilitats Polítiques la inhabilités durant 4 anys i li imposés una sanció de 350 pessetes.
El 1939 va instal·lar-se a Barcelona amb la seva família, que havien fugit del poble el 1938. Suspesa de sou i feina durant un any, va quedar-se sense possibilitats de demanar-ne durant 5 anys. Finalment, va començar a treballar de nou com a mestre de Saragossa, d'on anava i venia des de Barcelona. Durant aquest període també va conèixer a Ángel Ruiz, amb qui es va casar el 1947. El mateix any va sol·licitar plaça de mestra a la província de Barcelona i va ser destinada a l'Escola del Suro, al poble de Santa Maria de Vilalba, al terme de municipal d'Abrera. Va ensenyar i viure en aquesta escola mixta d'uns 20 alumnes des de 1947 a 1975.
Després de la seva jubilació, i vídua del seu marit, es va quedar a viure a Santa Maria de Vilalba. Els darrers anys de la seva vida vivia sola a una casa davant de l'escola on criava pollastres. Ibáñez va morir el 3 de setembre de 2009.

## Homenatges
El 2003 l'Ajuntament d'Abrera va retre-li un homenatge i els seus exalumnes li van dedicar un escrit elogiant la seva tasca educativa malgrat els escassos recursos dels que disposava.
El 2017 es va inaugurar una escola a Abrera amb el nom Josefina Ibáñez en honor seu, després d'un procés participatiu en el sí del món educatiu. L'acte d'inauguració va comptar amb presència d'autoritats i els nebots d'Ibáñez.